# Samuel Percy
Samuel Percy (* um 1750 in Dublin; † um 1820 in London) war ein irischer Wachsmodellierer und Bildhauer.

## Leben
Samuel Percy absolvierte eine Ausbildung an den Dublin Society’s Schools. Im Jahr 1772 beteiligte er sich mit einem Tonrelief, das Abraham bei der Opferung Isaaks zeigte, erstmals an einer Ausstellung der Society. Später siedelte er nach London über, wo er schnell als Porträtist bekannt wurde. Seine Wachsporträts zeigten zunächst die abgebildeten Personen im Profil; etwa ab den späten 1780er Jahren modellierte Percy auch Gesichter in Frontalansicht.
1786 stellte er erstmals an der Royal Academy aus. Zu diesem Zeitpunkt hatte er bereits 800 Porträts vollendet. Unter seinen Porträts waren Abbildungen des Königs George III. und der Queen Charlotte.

## Arbeitstechnik und Werke
Percy schnitzte seine Werke zunächst in hartes Wachs, von dem er dann einen Gipsabdruck nahm. In diese Gipsform wurden dann gefärbte Wachsteile, die Haare und andere Details darstellen sollten, Schicht für Schicht eingelegt, ehe die Form mit flüssigem Wachs ausgegossen wurde. Manche Porträts stattete er auch mit Glasaugen oder Edelsteinschmuck aus.
Percy schuf Porträts lebender und toter Adliger und Berühmtheiten, bot seine Dienste jedoch für eineinhalb Guineen jedem Kunden an. Auch Totenmasken gehörten in sein Repertoire; ferner schuf er Genreszenen im Stile Gaetano Zumbos. Werke Percys befinden sich etwa im Victoria and Albert Museum in London sowie in der Kunstsammlung der Queen in Windsor.
1798 schuf er ein Profilbild des polnischen „Zwergs“ Józef Boruwłaski, das sich heute im Metropolitan Museum of Art befindet. In der National Portrait Gallery befinden sich Darstellungen von Richard Reynolds und der Prinzessin Charlotte Augusta von Wales, im Philadelphia Museum of Art das Porträt eines jungen Mädchens.
1963 wurde im Magazin des London Museums im Kensington Palace ein Kneipeninterieur von Percys Hand wiederentdeckt, auf dem zahlreiche Berühmtheiten seiner Zeit zu sehen sind: Samuel Johnson, Sir Joshua Reynolds, Thomas Gainsborough, Topham Beauclerk, Charles James Fox, Joseph Nollekens und Thomas Wharton. Für medizinisch Interessierte sind an diesem Werk insbesondere die geschwollenen Beine Johnsons interessant, die getreulich abgebildet wurden und eine Datierung des Werks auf 1783 oder später ermöglichten.
1806 beteiligte er sich an der Ausschreibung für das Guildhall-Nelsondenkmal, hatte aber keinen Erfolg. Ebenso erfolglos bewarb er sich auch um den Auftrag, das Guildhall-Denkmal für William Pitt, ein Denkmal für den 5th Duke of Bedford und eines für Sir George Savile zu konzipieren.